# Geschichte des Agathon
Geschichte des Agathon ist ein 1766 und 1767 in zwei Bänden erstmals erschienener, 1773 und 1794 jeweils umgearbeiteter Roman des deutschen Schriftstellers Christoph Martin Wieland (1733–1813).
Er gilt als der erste große Bildungs- und Erziehungsroman in der deutschen Literatur und als Vorläufer des modernen psychologischen Romans. Die Handlung spielt im Übergang vom 5. zum 4. vorchristlichen Jahrhundert, geschildert wird das Heranwachsen des schönen athenischen Jünglings Agathon zu einem reifen Mann. Der Autor zeigt, wie Agathon nach und nach durch Desillusionierungen und Enttäuschungen zu einer realistischeren, erfolgversprechenderen und glücklicheren Lebenseinstellung gelangt. 

## Inhalt
Das Motto des Romans lautet: Quid Virtus, et quid Sapientia possit / utile proposuit nobis exemplum. „Was die Tugend und Weisheit vermögen / hat uns ein nützliches Beispiel gezeigt.“
Der junge Agathon ist ein enthusiastischer Schwärmer, der an Ideale glaubt, die nach Wieland nicht für die Realität taugen. Zunächst muss er die Doppelmoral und Hinterlist der Priester im Heiligtum von Delphi erfahren. Dann enttäuschen ihn die Athener durch ihren Neid und ihren politischen Wankelmut. Darauf hintergeht der Sophist Hippias sein Ideal von der wahren geistigen Liebe. Schließlich gelangt Agathon an den Hof des Tyrannen von Syrakus und muss am Beispiel Platons erleben, dass man die philosophischen Ideale in der politischen Praxis nicht umsetzen kann. Auf dieser Stufe ist Agathon in Gefahr, ein Menschenverächter wie Hippias zu werden. Doch dann retten ihn glückliche Umstände: In Tarent findet er in Archytas den richtigen Lehrer praktischer Lebens- und Weltweisheit, der ihn zur Kalokagathie führt – zum harmonischen Ausgleich von Tugend, Vernunft, Gefühl und ästhetischem Empfinden.

## Ausgaben
- Erstausgabe der ersten Fassung: 2 Bde. 1766 u. 1767. Frankfurt und Leipzig. Eigentlich erschienen bei Orell, Geßner und Compagnie in Zürich.
  - Nachdruck: Bearbeitet von Klaus Schäfer. Akademie-Verlag, Berlin 1961
  - Neuausgabe: Manesse, Zürich 2001, ISBN 3-7175-1984-0. Hrsgg. und mit einem Nachwort von Rolf Vollmann.
  - Geschichte des Agathon. Hrsg. von Klaus Manger. Deutscher Klassiker Verlag, Frankfurt am Main 1986, ISBN 3-618-61630-9 [im Anhang: Synoptische Übersicht über die Kapitelfolge der ersten und der letzten Fassung sowie Zusätze und Ergänzungen von 1773, 1794 und 1800, Kommentar, Register].
  - Geschichte des Agathon. In: Wielands Werke. Historisch-kritische Ausgabe. Hrsg. von Klaus Manger und Jan Philipp Reemtsma. Bd. 8.1, bearbeitet von Klaus Manger. De Gruyter, Berlin/New York 2008, S. 1–455, ISBN 978-3-11-018881-3.
- Erstausgabe der zweiten Fassung: Weidmanns Erben und Reich, Leipzig 1773.
  - Agathon. In: Wielands Werke. Historisch-kritische Ausgabe. Hrsg. von Klaus Manger und Jan Philipp Reemtsma, Bd. 10.1|2, bearbeitet von Hans-Peter Nowitzki, Berlin/New York 2009, S. 1–553.
- Dritte Fassung erschienen im Rahmen von Sämmtliche Werke Göschen, Leipzig 1794. Darin Bd. 1 – 3
  - Nachdruck: Hrsgg. von der Hamburger Stiftung zur Förderung von Wissenschaft und Kultur und Hans Radspieler. Greno, Nördlingen 1984.
  - Agathon. Hrsg. von Wilhelm Kurrelmeyer. Weidmann, Berlin 1937 (Wielands Gesammelte Schriften. Hrsg. von der Deutschen Kommission der Preußischen Akademie der Wissenschaften. Abt. I: Werke. Bd. 6).
- Hörbuch: Geschichte des Agathon. In der Erstfassung vorgelesen von Hans Jochim Schmidt. 3 MP3-CDs, 1387 min. Vorleser Schmidt Hörbuchverlag, Papenburg ISBN 978-3-945723-10-4.